# SIAI S.50
Il Marchetti MVT, in seguito identificato come SIAI S.50, fu un caccia monomotore biplano progettato dall'ingegnere Alessandro Marchetti per conto dell'azienda italiana Vickers-Terni nei tardi anni dieci del XX secolo e prodotto in piccola serie dalla Società Idrovolanti Alta Italia (SIAI) nei primi anni venti.

## Storia del progetto
Nel 1918, mentre ancora si combattevano le fasi finali della prima guerra mondiale, la necessità di avere a disposizione dei nuovi velivoli da caccia da parte dei reparti di volo del Regio Esercito esortò l'ingegner Alessandro Marchetti ad avviare il progetto di un innovativo velivolo basato a terra, il primo da lui disegnato che non fosse un idrovolante, impostato sul risparmio di peso della cellula e che per questo potesse risultare superiore in velocità ai modelli in dotazione all'aviazione militare nemica.
Il risultato fu un compatto velivolo dalla configurazione biplana caratterizzata da una fusoliera monoposto curata nell'aerodinamica, di sezione particolarmente ridotta e, come peculiarità di maggior evidenza, completamente separata dalle due ali, collegata a loro da un solo montante interalare per lato e sostenuta dalle gambe del carrello.
Oltre a questa caratteristica, che già lo discostava dall'impostazione dei modelli dello stesso periodo, il velivolo era realizzato con struttura metallica, scomponibile in due parti per le operazioni di manutenzione, ricoperta da tela trattata. Per il controllo di volo il pilota poteva contare su un comando che interveniva, per piegamento, sulle estremità alari superiori e sull'impennaggio monoderiva che univa l'elemento verticale di forma triangolare agli elementi di profondità, privi di piani fissi orizzontali.

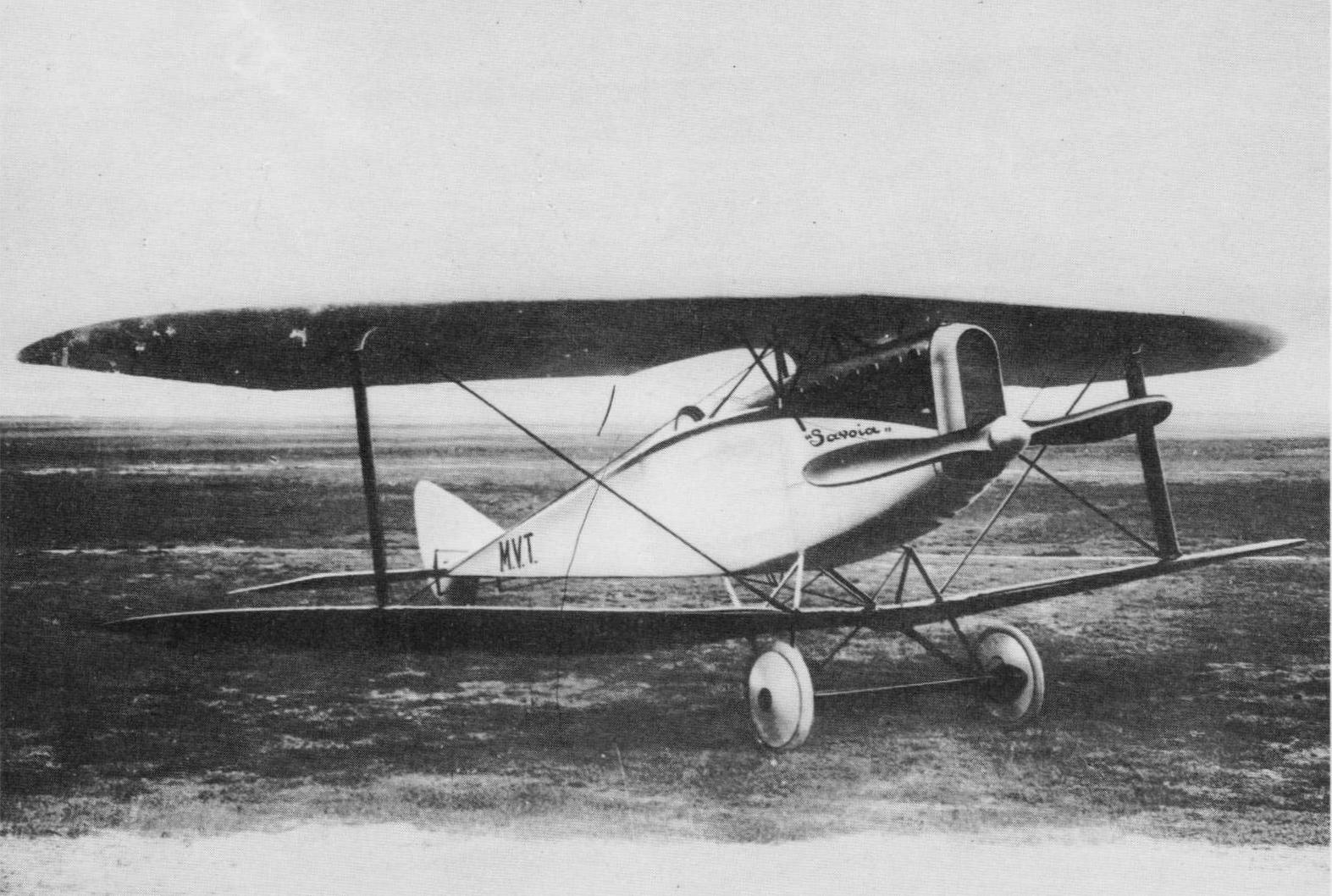
Il prototipo Vickers-Terni MVT, data e luogo della scatto imprecisati (inizio anni venti).

Il prototipo, realizzato dalla Vickers-Terni nei propri stabilimenti della Spezia, venne portato in volo per la prima volta nel corso del 1919, quando il conflitto era oramai concluso e la necessità di approvvigionamento di nuovi mezzi non era più impellente. Tuttavia il Regio Esercito lo valutò ugualmente il 19 dicembre di quello stesso anno presso la base di Montecelio. In quell'occasione ai comandi il serg. Elia Antonio Liut, grazie alla sua aerodinamica ed anche se equipaggiato con un motore SPA 6A capace di soli 220 CV (164 kW), riuscì a raggiungere la velocità massima di 250 km/h stabilendo il record mondiale, non ufficializzato solamente per l'assenza di un incaricato della Fédération Aéronautique Internationale (FAI), e riuscendo a salire alla quota di 5 000 metri in 11 minuti.
Nel 1920 il prototipo venne equipaggiato con un più potente motore SPA 6-2A che, grazie ai 285 CV disponibili, permise all'MVT di migliorare ulteriormente le prestazioni raggiungendo i 275 km/h; purtroppo l'interesse espresso dalle autorità militari risentirono della oramai inutilità di reintegrare la flotta già a disposizione ed il modello non entrò in produzione.
L'ing. Marchetti nel 1922 decise di accettare la proposta dalla Società Idrovolanti Alta Italia (SIAI) che lo voleva come capo dell'ufficio tecnico. Convinto della bontà del progetto lo riprese nella nuova realtà aziendale, dove assunse la nuova designazione di SIAI S.50, al fine di riproporlo alle autorità militari italiane. Nel frattempo la versione in costruzione venne convertita in idrovolante a scarponi, appositamente pensata per la partecipazione all'edizione di quell'anno della Coppa Schneider, competizione che sarebbe stata disputata a Napoli. Oltre all'applicazione dei due galleggianti a fondo piatto collegati alle gambe di forza del carrello al posto delle ruote e a montanti a V che li collegavano alla fusoliera, si intervenne sull'elemento direzionale dell'impennaggio aumentandone le dimensioni e che si sviluppava dorsalmente. Questo esemplare purtroppo andò distrutto mentre, ai comandi del pilota collaudatore Umberto Guarnieri, era in fase di test sul Lago Maggiore.
L'interesse della neofondata Regia Aeronautica si concretizzò l'anno successivo, nel giugno 1923, con un contratto per la fornitura di tre esemplari ai quali vennero assegnate le MM.11, 12 e 13. Il contratto prevedeva una fornitura totale di 12 unità ma, ad una prova effettuata sempre a Montecelio, le prestazioni vennero giudicate inferiori alle aspettative. Benché la Regia abbia acquistato i tre esemplari realizzati, che utilizzò nei servizi ausiliari, decise di rescindere il contratto e lo sviluppo dell'S.50 venne abbandonato.

## Utilizzatori
Italia
- Servizio Aeronautico del Regio Esercito
- Regia Aeronautica